# Università di Notre Dame
L'Università di Notre Dame (in inglese: University of Notre Dame) è un'istituzione cattolica statunitense situata presso South Bend, Indiana. Fondata nel 1842 - durante la presidenza di John Tyler - da Padre Edward Sorin, sacerdote francese della Congregazione di Santa Croce, il nome ufficiale della scuola è The University of Notre Dame du Lac. Il campus universitario copre un'area di circa 5 km², e contiene al suo interno due laghi e 143 edifici. L'università è considerata uno dei college più prestigiosi, ambiti e selettivi degli Stati Uniti. La maggioranza dei circa 8,000 studenti abitano in uno dei 33 dormitori, ognuno con le sue proprie tradizioni, eventi, e squadre sportive. La University of Notre Dame finanzia inoltre la rivista accademica peer-reviewed Journal of Philosophical Research.

## Storia
Nel 1842 il vescovo di Vincennes Célestine Guynemer de la Hailandière accordò al presbitero francese della Congregazione di Santa Croce Edward Sorin 524 acri terra, antica sede di un villaggio Potawatomi, con la condizione di costruirvici un'università entro due anni. Sorin arrivò sull'appezzamento, insieme ad altri sette confratelli dalla Francia e dall'Irlanda, il 26 novembre 1842; qui cominciò a tenere le lezioni nella vecchia cappella in legno utilizzata precedentemente dal prete cattolico Stephen Badin, eretta nelle vicinanze della sponda meridionale del lago Saint Mary e, per questa, conosciuta come chiesa S.te-Marie-des-Lacs (Santa Maria dei laghi). Presto furono eretti edifici addizionali inclusi il vecchio college, la prima chiesa e il primo edificio principale. Iniziata come scuola primaria e secondaria, dopo due anni ottenne ufficialmente dallo stato dell'Indiana la nomina di Università il giorno 15 gennaio 1844. Nato come istituto solamente maschile, nel 1844 fu affiancato dall'istituto femminile Saint Mary's College, diretto dalla sorelle della Congregazione della Santa Croce.
Con il tempo il numero degli studenti aumentò e nel 1849 fu conferita la prima laurea. Di presidente in presidente, vennero offerti nuovi programmi didattici ed edificati nuovi edifici dove ospitarli. L'edificio principale costruito all'arrivo di Padre Sorin fu sostituito da uno più grande nel 1865, che ospitava gli edifici amministrativi, le aule, i dormitori e la mensa. Nel 1873, Padre Lemonnier diede avvio alla ricca collezione bibliotecaria che nel 1879 ospitava già dieci mila volumi.
Nell'aprile del 1879 un terribile incendio rase al suole l'edificio principale, che fu ricostruito immediatamente in tempo per l'anno accademico successivo. La biblioteca, anch'essa andata distrutta, fu presto ristabilita e rimase nell'edificio principale gli anni a venire. Fu costruito un teatro, Washington Hall, che ospitava spettacoli e concerti organizzati dalla scuola. Nel 1880 venne istituito un programma didattico scientifico e venne costruito un edificio apposito, il Science Hall. Nel 1890 vennero costruiti i primi dormitori per venire incontro alle necessità degli studenti, il cui numero andava considerevolmente aumentando.

## Sport
I Fighting Irish (il nome con cui sono note le squadre sportive dell'Università di Notre Dame) fanno parte della NCAA Division I, sono stati per anni la più famosa squadra indipendente, ma da circa un decennio sono affiliati alla prestigiosa Atlantic Coast Conference.

### Football americano
Il football americano è da sempre lo sport simbolo a Notre Dame, 11 sono i titoli nazionali conquistati in questo sport. La prima partita venne giocata nel 1887. Le partite interne vengono giocate nel Notre Dame Stadium che si trova all'interno del campus; lo stadio, che dopo i lavori di riammodernamento degli anni novanta ha una capacità di oltre 80.000 posti a sedere, registra regolarmente il tutto esaurito.

### Pallacanestro
Il basket è sempre stato uno sport minore a Notre Dame, nonostante l'Indiana sia considerato uno degli stati in cui la pallacanestro è più popolare. Unico acuto della storia del prestigioso ateneo di South Bend fu la Final Four raggiunta nel 1978. I Fighting Irish hanno ottenuto ben 36 volte la qualificazione al torneo NCAA.